# Rosztóczy András
Rosztóczy András (Szeged, 1967. augusztus 26. –) magyar kutató orvos, belgyógyász, gasztroenterológus szakorvos, habilitált egyetemi docens.

## Élete
A Ságvári Endre Gyakorló Gimnáziumban érettségizett, majd a Szent-Györgyi Albert Orvostudományi Egyetemen (SZOTE) végzett 1992-ben. Már az egyetemi tanulmányai folyamán kutatásokat folytatott, és 1988-ban pályamunkát írt Különböző korú éheztetett patkányok vázizmainak proteáz aktivitása címmel.
Orvosi diplomája megszerzése óta a SZOTE (2000-től a jogutód Szegedi Tudományegyetem) I. sz. Belgyógyászati Klinikáján dolgozik, most már mint belgyógyász, gasztroenterológus szakorvos egyetemi adjunktusi beosztásban a Tápcsatorna Motilitási munkacsoportban.
Az angol nyelvű orvosképzés tanulmányi felelőse is.
Oktatott kurzusai: Belgyógyászat I. elmélet, Tudományos diákköri tevékenység, tehetséggondozás, Internal Medicine I., Internal Medicine II. Lecture, Internal Medicine V., Internal Medicine I. Practice (2015/2016. tanév 2. félév).
Az Elméleti Orvostudományok Doktori Iskola volt hallgatója és jelenlegi oktatója.
2008-ban védte meg doktori értekezését és nyerte el a PhD fokozatot elméleti orvostudományból a Clinical evaluation of primary and secondary oesophageal motility disorders: new data on the pathogenesis of cardiac and respiratory manifestations of gastro-oesophageal reflux disease, the characteristics of motility disorders in patients diabetes mellitus and in primary Sjögren’s syndrome című disszertációjával.
Kutatási területe: gasztroenterológia, azon belül a tápcsatorna motilitási zavarok és a funkcionális tápcsatornai betegségek. Tagja a Magyar Gasztroenterológiai Társaságnak és a Magyar Kardiológiai Társaságnak.
Szerepet játszott abban, hogy az év orvosának járó Astellas-díjat egy szegedi sebész nyerte el, akit közös betegük, Horváth Kitti jelölt a díjra. „A lány a díj kapcsán fontosnak tartotta, hogy köszönetet mondjon belgyógyászának. Rosztóczy András nélkül nem jutott volna ilyen jó kezekbe, hiszen ő fedezte fel a betegségét.”
Nagy természetjáró. 1987. augusztus 7-én teljesítette az Országos Kéktúra távját. A Csongrád Megyei Természetbarát Szövetség elnökségi tagja.
Valamint a Crocus Természetbarát Kör szegedi képviselője és elnöke. Továbbá a Crocus Természetbarát Kör által rendezett 15. Petres-79 kerékpáros teljesítménytúra (2012. április 1.) egyik szervezője. A Magyar Köztársaság 2012. évi Tájékozódási Futó Országos Északi Egyéni Bajnokság (2012. június 9–10.) versenyorvosa volt. Emellett a Túrakerékpárosok 42. Országos Találkozója (2012. július 25–29.) szervezője is.

## Családja
Édesapja Rosztóczy István, magyar kutató orvos, mikrobiológus, az orvostudomány doktora, az MTA tagja, véradószervező, aki Rosztóczy Ernő (1899–1969) fiziológus, sportorvos, egyetemi magántanár, a Csongrád megyei KÖJÁL osztályvezetője és Nagy Ilona Julianna gyógyszerész kisebbik fia volt.
Édesanyja Czapf Zsuzsanna. Szülei 1966. szeptember 17-én Szegeden házasodtak össze. Egy öccse született, Rosztóczy Péter (*1978), aki az ELTE-n programozó matematikusi diplomát szerzett.
Rosztóczy András felesége, akivel 1996. február 17-én házasodtak össze, dr. Vass Andrea egyetemi adjunktus, kardiológus szakorvos, az SZTE II. sz. Belgyógyászati Klinika és Kardiológiai Központ munkatársa. Két gyermekük született, Rosztóczy Sára Zsófia (*1996. július 4.) a szegedi Ságvári Endre Gyakorló volt diákja és a Pécsi Tudományegyetem hallgatója, valamint Rosztóczy Csaba Ákos (született 2002. január 24., Szeged) a szegedi Karolina Általános Iskola és Gimnázium tanulója.

## Szervezeti tagságok
- Magyar Gasztroenterológiai Társaság (1993– )
- Magyar Kardiológiai Társaság (1995–)
- Magyar Belgyógyász Társaság (2004– )
- Fiatal Gasztroenterologusok Munkacsoportja, vezetőségi tag (2006–2008)
- Magyar Gasztroenterologiai Társaság, Tápcsatorna Motilitási Szekció, vezetőségi tag (2007– )
- Magyar Gasztroenterologiai Társaság, vezetőségi tag (2008– )
- Magyar Gasztroenterologiai Társaság, Tápcsatorna Motilitási Szekció, társelnök (2009–2017)
- Magyar Gasztroenterologiai Társaság, Tápcsatorna Motilitási Szekció, elnök (2017– )

## Közéleti és tudományos tevékenységei
- Csongrád Megyei Természetbarát Szövetség, elnökségi tag
- Crocus Természetbarát Kör szegedi képviselője és elnöke
- SZTE ÁOK, az angol nyelvű orvosképzés tanulmányi felelőse

## Díjai, elismerései
- Emlékérem a Szent-Györgyi Albert-emlékkonferencia megszervezéséért[18] (2012)

## Művei

### Könyve
- Rosztóczy András–Wittmann Tibor: Refluxbetegség – gyomorsav okozta bántalmak = Tulassay Zsolt és Simon László (szerk.): Gasztroenterológia, SpringMed, Budapest, 2005
- Rosztóczy András–Wittmann Tibor: Refluxbetegség – gyomorsav okozta bántalmak; 2. átdolg. kiad.; SpringMed, Bp., 2006 (SpringMed betegtájékoztató könyvek. Gasztroenterológia)

### Természetjáró kiadvány
- Rosztóczy András (szerk.): Jelvényszerző túramozgalmak Csongrád megyében, Csongrád Megyei Természetbarát Szövetség, Szeged, 2002.

### Doktori értekezés
- Rosztóczy, András: Clinical evaluation of primary and secondary oesophageal motility disorders: new data on the pathogenesis of cardiac and respiratory manifestations of gastro-oesophageal reflux disease, the characteristics of motility disorders in patients diabetes mellitus and in primary Sjögren’s syndrome, doktori értekezés, SZTE, Szeged, 2008. URL: Lásd Külső hivatkozások

### Cikkei
- Rosztóczy András: Extraoesophagealis reflux betegség. A tünetek patofiziológiai háttere, a diagnózis és kezelés lehetőségei, Lege Artis Medicinae 17: 205–211, 2007. URL: Lásd Külső hivatkozások
- Rosztóczy, András, Kovács L, Wittmann T, Lonovics J, Pokorny G. Manometric assessment of impaired esophageal motor function in primary Sjogren's syndrome. Clin Exp Rheumatol. 2001; 19: 147–152. IF: 2.366
- Rosztóczy, András, Róka R, Várkonyi TT, Lengyel C, Izbéki F, Lonovics J, Wittmann T. Regional differences in the manifestation of gastrointestinal motor disorders in diabetic patients with autonomic neuropathy. Z Gastroenterol. 2004; 42: 1295–1300. IF: 0.800
- Róka R, Rosztóczy, András, Izbéki F, Taybani Z., Kiss I., Lonovics J, Wittmann T. Prevalence of respiratory symptoms and diseases associated with gastroesophageal reflux disease. Digestion. 2005; 71: 92–96. IF: 1.826
- Rosztóczy, András, Vass A, Izbéki F, Nemes A, Rudas L, Csanády M, Lonovics J, Forster T, Wittmann T. The evaluation of gastro-oesophageal reflux and oesophagocardiac reflex in patients with angina-like chest pain following cardiologic investigations. Int J Cardiol. 2007; 118: 62–68. IF: 1.765
- Kiss I, Rosztóczy András, Wittmann T, Papós M, Fehér A, Csernay L, Lonovics J: New radiologic method for evaluation of motility disorders in gastroesophageal reflux disease (GERD). Z. Gastroenterol. 1994; 32: 94(A).
- Rosztóczy András, Fehér A, Vass A, Varga A, Forster T, Molnár I, Wittmann T, Lonovics J: The incidence of ischemic hearth disease and different esophageal motor disorders in suspected esophageal chest pain. Z Gastroenterol. 1997; 35: 399(A).
- Várkonyi TT., Rosztóczy András, Wittmann T, Tornóczky J, Simon L, Lonovics J. Diabetes mellitus és gastrointestinális motilitás. Hippocrates. 2000; 2: 217–221.
- Zöllei É, Paprika D, Wittmann T, Rosztóczy András, Róka R, Zingl Z, Rudas L. Oesophageal acid stumulation in humans: Does it alter baroreflex function? Acta Phys Hung. 2003; 90: 109–114.
- Róka R, Wittmann T, Rosztóczy András, Rudas L, Lonovics J. The role of esophagocardiac reflex in the pathogenesis of coronary vasospasm: a case report. Z Gastroenterol. 2003; 41: 455(A).
- Rosztóczy András, Vass A, Izbéki F, Kurucsai G, Róka R, Horváth T, Lonovics J, Forster T, Wittmann T. Savas gastrooesophagealis reflux által provokált coronariaspazmus kórképe. Magyar Belorv Arch. 2006; 59: 203–206.
- Rosztóczy, András. Extraoesophagealis reflux betegség. A tünetek patofiziológiai háttere, a diagnózis és kezelés lehetőségei. Lege Artis Medicinae. 2007; 17: 205–211.
- Annaházi A, Róka R, Izbéki F, Lonovics J, Wittmann T, Rosztóczy András. Többcsatornás nyelıcsı impedancia-méréssel igazolt krónikus köhögést okozó, döntően nem savas gastrooesophagealis reflux esete. Magyar Belorv Arch. 2007; 60: 357–361.
- Rosztóczy András, Makk L, Izbéki F, Róka R, Somfay A, Wittmann T. Asthma and gastro-oesophageal reflux. Clinical evaluation of oesophago-bronchial reflex and proximal reflux. Digestion. 2008; 78: